# Sayiana maracasa
Sayiana maracasa är en insektsart som beskrevs av Ronald Gordon Fennah 1952. Sayiana maracasa ingår i släktet Sayiana och familjen Derbidae. Inga underarter finns listade i Catalogue of Life.